# الهروب إلى النصر
الهروب إلى النصر (بالإنجليزية: Escape to Victory)‏ هو فيلم من إنتاج سنة 1981 يدور عن أسرى من قوات الحلفاء المعتقلين خلال الحرب العالمية الثانية في مخيم اعتقال ألماني. الفيلم من إخراج جون هستون وبطولة مايكل كين وسيلفستر ستالون وشارك فيه لاعبو كرة قدم عالميون كان أبرزهم بوبي مور وأوزفالدو أرديليس وباول فان همست وجون وارك والأسطورة بيليه.

## رسالة الفيلم
كانت رسالة الفيلم هي أن كرة القدم يمكن أن تكون سلاحا وطنيا ونصرا لسجناء ومعتقلين داخل السجن الشديد الحراسة والوضاعة فتكون نصرا للمسجون ضد السجان أو فوزا غاليا عظيما للذين ضاعت كرامتهم وراح كبرياؤهم فيبحثون عنه في فوز بمباراة ضد منافس أو خصم ولو كان فوزا بين أسوار سجن.

## أحداث الفيلم
تدور أحداث الفيلم في فترة الحرب العالمية الثانية في فرنسا التي وقعت تحت الاحتلال الألماني النازي، وأقام الألمان علي الجزء المحتل من الأرض الفرنسية معسكراً لاعتقال الأسرى من قوات الحلفاء، ضم هذا المعسكر ضباطاً وجنوداً من جنسيات مختلفة يخضعون لتعذيب نفسي وبدني، فقررت المقاومة الفرنسية مع البريطانيين وضع خطة كاملة ودقيقة للهروب من المعسكر تحت غطاء إقامة مباراة كرة قدم بين منتخب ألمانيا لكرة القدم ضد فريق يضم لاعبين من الأسرى، كانت الخطة من اللحظة الأولى تستخدم مباراة كرة قدم وسيلة للهروب أثناء انشغال الألمان في فترة الاستراحة بين الشوطين، وافق الألمان علي إقامة المباراة التي حضرتها جماهير فرنسية واقعة تحت الاحتلال تسعى لمشاهدة مباراة كرة بين المحتلين وبين لاعبي دولهم المحتلة، كان الجمهور يتشوق إلى فوز ونصر كروي يسترد معه كبرياءه المهدور وكرامته المذلولة بالاحتلال، متعطشين للتفوق علي عدو وهزيمته؛ ثأراً وانتقاماً حتى ولو في مباراة على ملعب وكانت قوات الاحتلال تسعى لاستعراض قوتها الرياضية إلى جانب قوتها العسكرية، ولضرب الروح المعنوية للمهزومين، نالت فكرة إقامة المباراة تهكما علي لسان بعض من أبطال الفيلم؛ وكان لاعبو المنتخب الألماني يريدون أن يؤكدن تفوقهم العسكري ويسحقون الإنجليز والأمريكان وتبدو العجرفة في تحركاتهم على أرض الملعب وعند رايات الزاوية ومنطقة الجزاء، وفريق الحلفاء يبدو ضعيفاً فهو يشعر أن كرامته سوف تسترد ويفوز حين يهرب من المعتقل وليس بالضرورة الفوز في المباراة بل المهم هو الفوز خارجها، لكن جموع الجماهير كانت ضخمة في الملعب ومنفعلة ومتعطشة لنصر، مكسورة تريد النصر، إلا أن فريق الأسرى خذلهم وانهزم في الشوط الأول وبدأ أفراد الفريق يهربون فعلا بين الشوطين طبقا للخطة.

### نقطة التحول
رفض السجين بيليه الهروب وقرر أن يعود إلى أرض الملعب لأنه يرى الفوز في مباراة كرة قدم ضد خصم وعدو تعويضًا عن الهزيمة في معركة وحرب عسكرية، وعزم على أن يواجه أعداءه باللعب، وتسجيل هدف رائع ترتفع معه صيحة الجمهور المخلص، فاستدار وقرر أن يعود ليواصل اللعب في شوطه الثاني، مقررًا ألا ينتصر على عدوه بالهروب من المعتقل بل بالفوز في الملعب وحذا حذوه أرديلس بعد أن فكر وقرر بإصرار على أن يعود للملعب، وبعدهما عاد بوبي مور، حتى لا ينال المحتل النازي النصر في الملعب، فالجمهور لن يتحمل هزيمة اللعب التي تضاعف هزيمة الحرب، وعزموا ألا يتركوا الاحتلال يهنأ بانتصار كروي حتى لو كان الثمن ألا يخرجون من المعتقل أبدا، وذلك بتسجيل التعادل والفوز وهكذا استبدلوا الخطة العسكرية بخطة «4-4-2»، وعادوا لاستكمال المباراة ليعود بعدهم الحارس سيلفستر ستالون الذي كان قد هرب فعلاً خارج معسكر الأسرى، ولكنه رأى زملاء الملعب والأسر يعودون إلى الملعب والجمهور، فعاد للمعتقل، للكرة وللمواجهة، ووسط ذهول العسكر والجنود المشاركين في خطة الهروب يعود اللاعبون ويقلبون الهزيمة نصرًا، وقدّم بيليه عصارة فنه الكروي ورقصاته في الملعب، وانتصر الأسرى فارتج الملعب بفرح الشعب الذي انفجر فرحًا وزهوًا، وهلل وصرخ وهتف وصاح وتقدم بشجاعة كبرى استمدها من النصر الكروي ومن تحويل الهزيمة إلى نصر واقتحم أرض الملعب، وواجه جنود الاحتلال ومدافع وبنادق المحتل وحمل اللاعبين وحررهم وهرب بهم من المعسكر.

## روابط خارجية
- الهروب إلى النصر على موقع IMDb (الإنجليزية)
- الهروب إلى النصر على موقع ميتاكريتيك (الإنجليزية)
- الهروب إلى النصر على موقع الموسوعة البريطانية (الإنجليزية)
- الهروب إلى النصر على موقع روتن توميتوز (الإنجليزية)
- الهروب إلى النصر على موقع نتفليكس (الإنجليزية)
- الهروب إلى النصر على موقع ألو سيني (الفرنسية)
- الهروب إلى النصر على موقع Turner Classic Movies (الإنجليزية)
- الهروب إلى النصر على موقع أول موفي (الإنجليزية)
- الهروب إلى النصر على موقع بوكس أوفيس موجو (الإنجليزية)
- الهروب إلى النصر على موقع فيلمافينيتي (الإسبانية)